# ルース・ストンハウス
ルース・ストンハウス（Ruth Stonehouse, 1892年9月28日 - 1941年5月12日）は、アメリカ合衆国の女優、映画監督、脚本家、経営者である。

## 人物・来歴
1892年（明治25年）9月28日、コロラド州デンバーに生まれる。8歳のころには、アリゾナ州ダグラスで子役ダンサーとして舞台に上がっている。
「ブロンコ・ビリー」として知られるギルバート・M・アンダーソンらとともにシカゴのエッサネイ・フィルム・マニュファクチャリング・カンパニー（エッサネイ・スタジオ）の設立に経営者のひとりとして参加している。女優として、記録に残る最初の出演作は、1911年（明治44年）7月25日公開、E・メイソン・ホッパー監督の Mr. Wise, Investigator である。
1914年（大正3年）、6歳年長の脚本家ジョゼフ・アンソニー・ローチと結婚する。
1916年（大正5年）、ユニヴァーサル・フィルム・マニュファクチュアリング・カンパニー（現在のユニバーサル・ピクチャーズ）に移籍する。同年にユニヴァーサル傘下に設立されたブルーバード映画で、同年、ウィリアム・ウォーシントンが監督し、ドロシー・クラークの成長後の女性を演じた『死の舞踏』に出演、1917年（大正6年）にはレイモンド・ウェルス監督の『美人の犯罪』で主演、いずれも日本でも公開されている。同年2月15日公開、ユニヴァーサル傘下のヴィクター・スタジオ製作の短篇映画 Dorothy Dares で監督業に進出する。1919年（大正8年）、10作目の監督作 Rosalind at Redgate を最後に監督業から撤退、以降女優業に専念する。同年、ユニヴァーサルを去った。
時期は不明であるがローチとは離婚し、1927年（昭和2年）10月1日、ルパート・ヒューズの弟フェリックス・フューズと再婚する。1928年（昭和3年）6月5日公開、ウィルフレッド・ノーイ監督の The Devil's Cage でポーリン・ギャロンと共演したのを最後に、トーキーに1作も出演せずに、満29歳で映画界を引退した。
1941年（昭和16年）5月12日、カリフォルニア州ロサンゼルス市ハリウッドで脳内出血により死去した。満48歳没。同州グレンデールにあるフォレスト・ローン・メモリアル・パークに眠る。

## おもなフィルモグラフィ
特筆以外はすべて出演作である。1916年以前の作品は約120作の出演作があるがおもなものに留めた。

### 1910年代

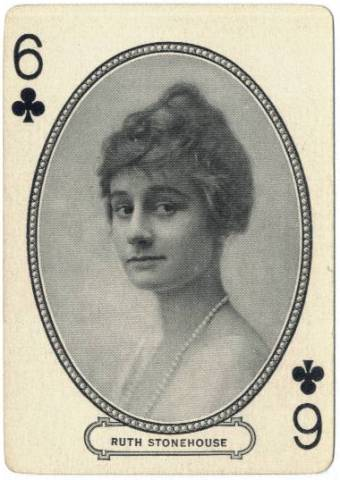
1916年のプレイング・カード。

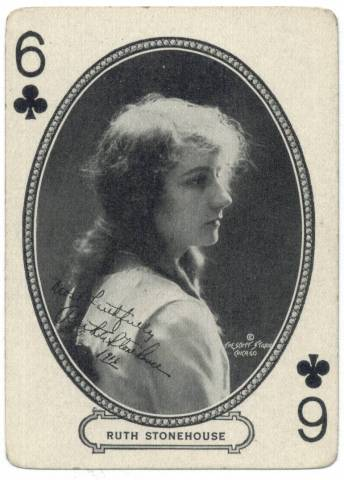
1916年のプレイング・カードその2。

- Mr. Wise, Investigator : 監督E・メイソン・ホッパー、主演シドニー・エインズワース、1911年
- The Law and the Lady : 監督レイモンド・ウェルス、1916年
- Angels Unaware : 監督不明、1916年 - 主演・役 Freckles
- Destiny : 監督ハリー・ボーモント、1916年 - 出演・役 Ethel Dixon - Richard's Sweetheart
- 『獣魂』 The Adventures of Peg o' the Ring : 監督フランシス・フォード / ジャック・ジャッカード、1916年 - 出演シーン削除
- The Phone Message : 監督・脚本・主演アレン・ホルバー、1916年
- 『死の舞踏』 Love Never Dies : 監督ウィリアム・ウォーシントン、主演ドロシー・クラーク、1916年 - 出演・役 Cecile, the Woman
- Kinkaid, Gambler : 監督レイモンド・ウェルス、1916年 - 出演・役 Nellie Gleason
- 『愛の戦』 Fighting for Love : 監督レイモンド・ウェルス、1917年 - 出演・役 Sylvia
- 『恋の男装』 Love Aflame : 監督ジェームズ・ヴィンセント / レイモンド・ウェルス、1917年 - 出演・役 Betty Mason
- Dorothy Dares : 脚本フレッド・マイトン、1917年 - 監督・原作・主演（初監督作）
- The Heart of Mary Ann : 1917年 - 監督・主演・役 Mary Ann
- 『美人の犯罪』 The Saintly Sinner : 監督レイモンド・ウェルス、1917年 - 出演・役 Jane Lee
- Mary Ann in Society : 1917年 - 監督・主演
- 『無名の名作』 The Stolen Actress : 1917年 - 監督・主演
- Tacky Sue's Romance : 1917年 - 監督・主演
- Puppy Love : 1917年 - 監督・主演
- Daredevil Dan : 1917年 - 監督・主演
- A Limb of Satan : 1917年 - 監督・主演
- Follow the Girl : 監督ルイ・ウィリアム・ショーデ、1917年 - 出演・役 Hilda Swanson
- 『断雲』 The Winning Pair : 監督ルイ・ウィリアム・ショーデ、1917年
- The Edge of the Law : 監督ルイ・ウィリアム・ショーデ、1917年 - 出演・役 Nancy Glenn
- A Walloping Time : 1917年 - 監督・主演
- A Phantom Husband : 監督フェリス・ハートマン、1917年 - 出演・役 Jessie Wilcox
- Rosalind at Redgate : 1919年 - 監督・主演・役 Rosalind（最終監督作）
- 『怪異の騎手』 The Masked Rider : 監督オーブリー・M・ケネディ、1919年 - 出演・役 Ruth Chadwick, Harry's sweetheart
- 『成金になる迄』 The Four-Flusher : 監督ハリー・L・フランクリン、1919年 - 出演・役 Suzanne Brooks
- The Red Viper : 監督ジャック・タイロル、1919年 - 出演・役 Mary Hogan

### 1920年代
- 『人間タンク』 The Master Mystery : 監督ハリー・グロスマン / バートン・キング、主演ハリー・フーディーニ、1920年 - 出演・役 Zita Dane
- Parlor, Bedroom and Bath : 監督エドワード・ディロン、1920年 - 出演・役 Polly Hathaway
- 『南海のほとり』 The Hope : 監督ハーバート・ ブラシェ、1920年 - 出演・役 Olive Waltburn
- 『ワッフル焼』 Are All Men Alike? : 監督フィル・ローゼン、1920年 - 出演・役 Ruby Joyce
- 『夢か真か』 Cinderella's Twin : 監督ダラス・M・フィッツジェラルド、1920年 - 出演・役 'The Lady'
- The Land of Jazz : 監督ジュールス・ファースマン、1920年 - 出演・役 Nancy Lee
- 『罪は我に』 I Am Guilty : 監督ジャック・ネルソン、1921年 - 出演・役 London Hattie
- Don't Call Me Little Girl : 監督ジョセフ・ヘナベリー、1921年 - 出演・役 Joan Doubleday
- Mother o' Dreams : 監督ロバート・N・ブラッドベリ、1921年
- Lorraine of the Timberlands : 監督ロバート・N・ブラッドベリ、1921年
- The Honor of Ramirez : 監督ロバート・N・ブラッドベリ、1921年
- The Spirit of the Lake : 監督ロバート・N・ブラッドベリ、1921年
- The Heart of Dorean : 監督ロバート・N・ブラッドベリ、1921年
- The Flash : 監督ウィリアム・ジェームズ・クラフト、1923年
- 『焦熱地獄』 Flames of Passion : 監督ハリー・ムーディ、1923年 - 出演・役 Jimmie
- 『消燈ッ』 Lights Out : 監督アルフレッド・サンテル、1923年 - 主演・役 'Hairpin' Annie
- 『奮戦突破』 The Way of the Transgressor : 監督ウィリアム・ジェームズ・クラフト、1923年 - 出演・役 Alma Barclay
- 『処女時代』 A Girl of the Limberlost : 監督ジェームズ・レオ・ミーハン、1924年 - 出演・役 Freckles' Wife
- 『輝やく一路』 Broken Barriers : 監督レジナルド・バーカー、1924年 - 出演・役 Ethel Durland
- 『猛烈な男』 Straight Through : 監督アーサー・ロッスン、1925年 - 出演・役 Mary Snowden
- A Two-Fisted Sheriff : 監督ワード・ヘイズ / ベン・F・ウィルソン、1925年 - 出演・役 Midge Blair
- Fifth Avenue Models : 監督スヴェント・ガーデ、1925年 - 出演クレジットのみ・役 Mrs. Fisk
- The Fugitive : 監督ベン・F・ウィルソン、1925年 - 出演・役 The Girl
- Blood and Steel : 監督J・P・マッゴワン、1925年 - 出演・役 Vera
- 『紅の大空』 The Scarlet West : 監督ジョン・G・ アドルフィ、1925年 - 出演・役 Mrs. Custer
- Ermine and Rhinestones : 監督バートン・キング、1925年 - 出演・役 Peggy Rice
- False Pride : 監督ヒュー・ダーカー、1925年
- The Wives of the Prophet : 監督ジェームズ・フィッツジェラルド、1926年 - 出演・役 Rachael
- Broken Homes : 監督ヒュー・ダーカー、1926年
- The Ladybird : 監督ウォルター・ラング、1927年 - 出演・役 Lucille
- Poor Girls : 監督ウィリアム・ジェームズ・クラフト、1927年 - 出演・役 Katherine Warren/Texas Kate
- The Satin Woman : 監督ウォルター・ラング、1927年 - 出演・役 Claire
- The Ape : 監督ビヴァリー・ C・ルール、1928年
- The Devil's Cage : 監督ウィルフレッド・ノーイ、主演ポーリン・ギャロン、1928年 - 出演・役 Marcel（最終出演作）

## 関連事項
- ダグラス (アリゾナ州) （en:Douglas, Arizona）
- エッサネイ・スタジオ （en:Essanay Studios）
- ヴィクター・スタジオ （en:Victor Studios）
- ルパート・ヒューズ （en:Rupert Hughes）
- フォレスト・ローン・メモリアル・パーク (グレンデール) （en:Forest Lawn Memorial Park, Glendale）

## 註
1. 1 2 3 4 5 6 7 8 9 10 11 12 13 14 15 16  Ruth Stonehouse, Internet Movie Database （英語）, 2010年6月5日閲覧。
2. ↑  『ブルーバード映画の記録』 : 製作・著・発行山中十志雄・塚田嘉信、1984年4月、p.60-63.
3. ↑  Ruth Stonehouse, Find A Grave （英語）, 2010年6月5日閲覧。